# Горбачиха

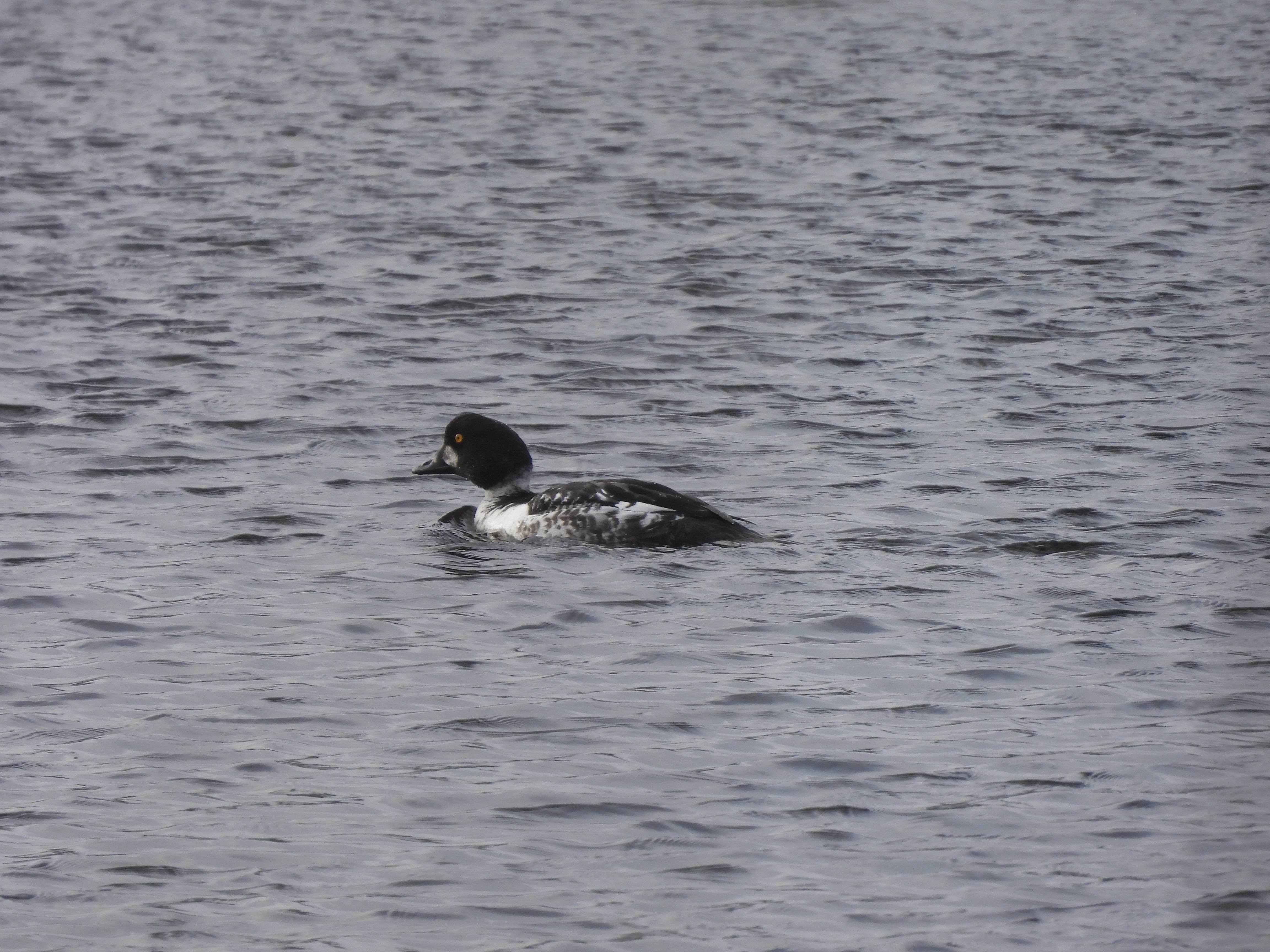

Горбачи́ха — урочище у межах міста Києва (Дніпровський район), на лівому березі Дніпра, яке омивається його протокою Чорториєм, трохи нижче за течією траси Петрівського мосту. Його територія зарезервована під створення об'єкту природно-заповідного фонду на площі 82,8 га. Наразі це найбільший за площею фрагмент заплавного лісу на прирусловій заплаві лівого берега Дніпра. В інших прируслових лівобережних заплавних урочищах від Вигурівщини до Осокорків такі комплекси значно менші (урочище Запісоччя Північне) або дуже фрагментарні (узбережжя затоки Берковщина) чи антропогенно-трансоформовані (Русанівська та Березняківська набережні).
Назва урочища походить, ймовірно, від протоки між Долобецьким островом та Горбачихою, яка має назву рукав Горбачів.

## Топографія
Урочище Горбачиха простягнулося між дамбою озера Русанівське та акваторією заострівного рукава Десни. Наразі воно розрізане навпіл трасою Подільсько-Воскресенського мостового переходу. З півночі на південь протягнулися піщані дюни - фрагменти прируслових валів Дніпра. В північній та південній частині урочища розташовані база Українського товариства мисливців та рибалок та база відпочинку. З півночі в тіло урочища врізається Північна затока, з західного краю - Центральна затока. На півдні розташовані озеро Чаплине (тут тримаються сіра чапля та чепура велика та Вужачкова протока (поблизу зростає рідкісна вужачка). На південному краю урочища в нього врізається глибока Південна затока.

## Історія
У XIX столітті урочище Горбачиха являла собою ділянку прируслової заплави (раз острів-раз лівобережне урочище) з паралельними руслу Десенки піщаними валами, які тягнулися від села Вигурівщина до Микільської слобідки. Ці вали досягали кульмінації висоти на Лисій горі з півночі від Микільською слобідкою. Це узвишшя вважали однією з київський Лисих гір, про це повідомляє путівник Богуславського (1812 р.).

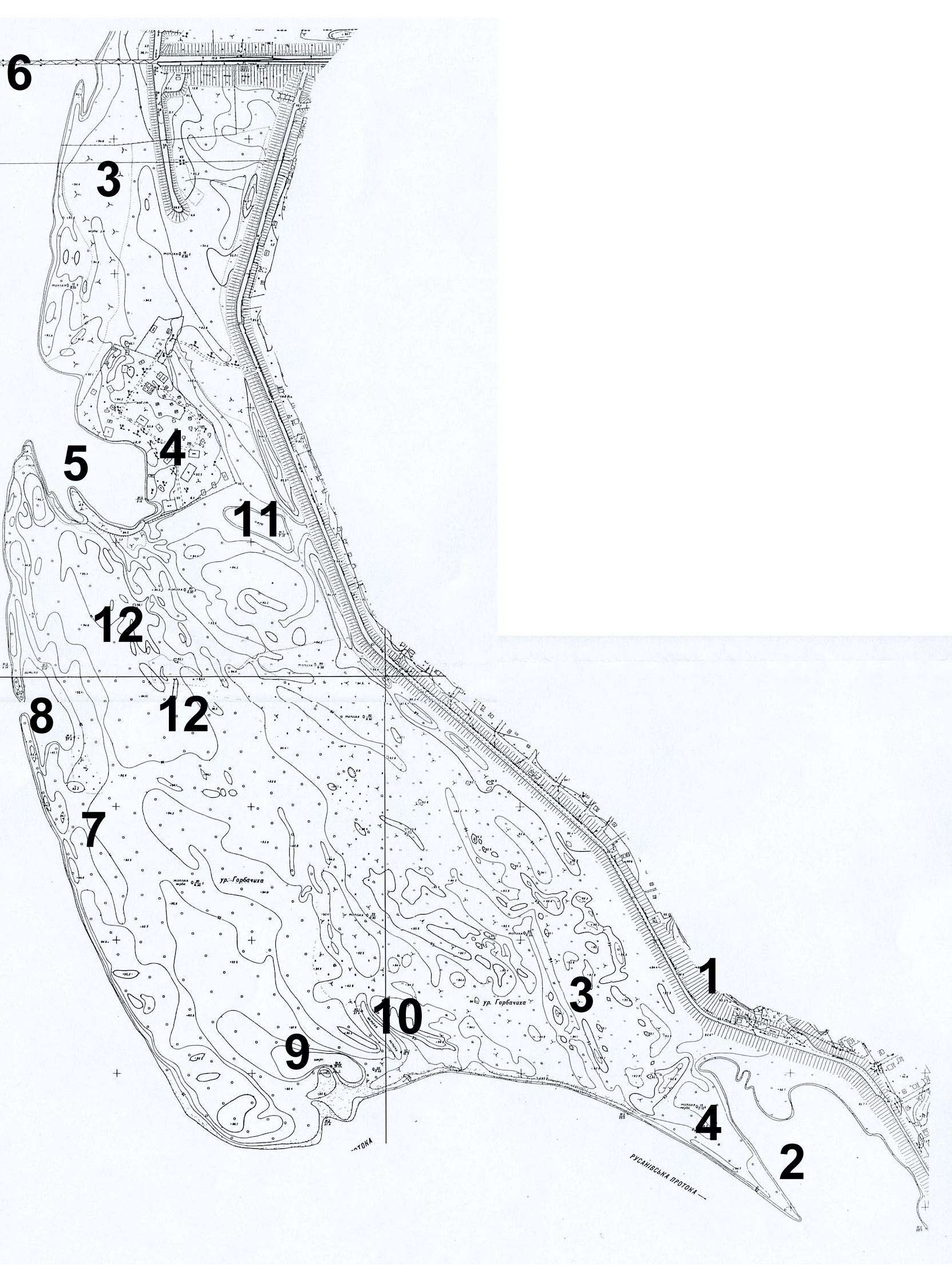
Топографічна мапа урочища Горбачиха: 1 – захисна дамба проти повеней вздовж озера Русанівське, 2 – Південна, 3 – піщані дюни, 4 – забудова: база УТМР та база відпочинку, 5 – Північна затока, 6 – Подільський залізничний міст, 7 – район будівництва Подільсько-Воскресенського мостового переходу, 8 – Центральна затока, 9 – озеро Чаплине, 10 – Вужачкова протока, 11 – озеро Центральне, 12 – район вирубки під забудову. Схема за Іван Парнікоза Горбачиха дика і незнана (2011 р.).

За картографічними даними XIX століття, приблизно у 1855 році Горбачиха була островом, відмежованим від берега протокою Десенкою (Чорториєм).  Але вже у 1871–1873 роках Горбачиха являє собою прибережне урочище, відділене від материкового лівого берега реліктовою затокою (сучасне озеро Русанівське), яке перетворювалося на острів лише під час весняних повеней. У ті часи урочище використовувалося місцевими мешканцями у сільськогосподарських цілях. Статус лівобережного урочища у випадку Горбачихи закріпила регуляція Дніпра у зв’язку з будівництвом Ланцюгового мосту. В ході цього в 1884 р. було перекрито вхід в протоку, що відділяла Горбачиху від лівого берега. Таким урочище є на мапі 1880-х рр. та на мапі 1896 р.
Детальну гідрологію урочища дає мапа 1914 р. Вхід в протоку, що відділяла урочище від лівого берега показаний як перекритий Михайлівською запрудою. З півдня Чорторийською запрудою №2b до Горбачихи приєднали північну частину суч. острова Долобецький. Урочище являло собою піщаний масив перерізаний протоками, в які входила вода під час великих повеней. Верхівки прируслових валів були вкриті заплавним лісом, імовірно з верби білої (Salix alba).
Довоєнні радянські картографічні матеріали не дають яких-небудь тогочасних назв пов’язаних з сучасним урочищем Горбачиха. На мапах 1930-х рр. Горбачиха то вказана як лівобережний масив із невеликою затокою на півдні, то сполучається з Долобецьким островом. Що ж до протоки, що відділяла масив Долобецький – Горбачиха (показана на мапі 1932 р.), то вона, імовірно, утворювалася лише під час розливів Дніпра. Це підтверджується німецьким аерофотознімком 1943 р. Аерофотознімок дозволяє нам також охарактеризувати тогочасні ландшафти Горбачихи та острова Долобецький. Це були ділянки заплавних лук, ксерофітні луки на піщаних гривах, невисокі вербові зарості, а також невеликі ділянки заплавного вербово-осокорового лісу.

На німецькій мапі 1943 року, зробленій на основі аерофотознімків, урочище Горбачиха має назву Кодачек (Кодаком називалася протока між островами Трухановим та Муромцем). Цікавою деталлю, яку добре видно на мапі 1943 р. є більша за сучасну протяжність Північної затоки Горбачихи. Адже показаний на мапі її довгий південний ріг наразі напевне затоплено після підняття рівня води при заповненні Канівського водосховища.

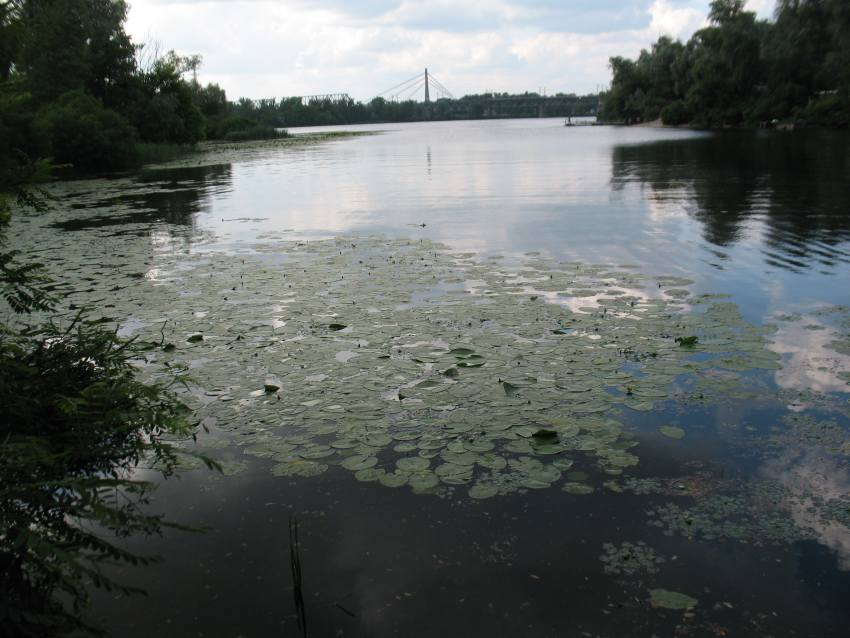
Водна рослинність на акваторії Північної затоки урочища Горбачиха. Фото 2011 р.

Після Другої світової війні доля Горбачихи змін не зазнала, адже було прийнято концепцію паркового використання території Дніпровських островів та заплавних урочищ. Землі на схід від озера Русанівського віддали під Русанівські колективні сади, а урочище Горбачиха, відгороджене від садів захисною дамбою, лишалося неосвоєним. Тут залишилися ділянки заплавних лук та заплавного вербово-осокорового лісу, невисокі вербові зарості та ксерофітні луки.
Спорудження Київської та Канівської ГЕС призвели до уповільнення течії Дніпра та певної «фіксації» меж дніпровських островів та урочищ. Припинення регулярного затоплення та уповільнення течії спричинило часткове заростання русла, а також зміну рослинності. Більша частина урочища вкрилася заплавним лісом. Ситуацію після спорудження Канівського водосховища демонструє лоція Дніпра 1982 р., на якій вперше зазначений рукав Горбачів. Вперше  назва «Урочище Горбачиха» фігурує на схемі Києва 1989 р.  
До 1990-х років єдиним свідченням людської активності на території Горбачихи стала збудована після війни дорога з бетонних плит, аналогічна прокладеній на Трухановому. Імовірно її призначенням було в комбінації з понтонними мостами забезпечувати швидку переправу військ через Дніпро по трасі Рибальський півострів-Труханів-Горбачиха. А у 1993 році почалося спорудження Подільського мостового переходу, який має з'єднати правий та лівий береги Дніпра у районах Рибальського острова та масиву Воскресенка.

## Природа

### Флора урочища
Наразі урочище Горбачиха являє собою поєднання усіх типів заплавного ландшафту з властивими для них рослинними угрупованнями.

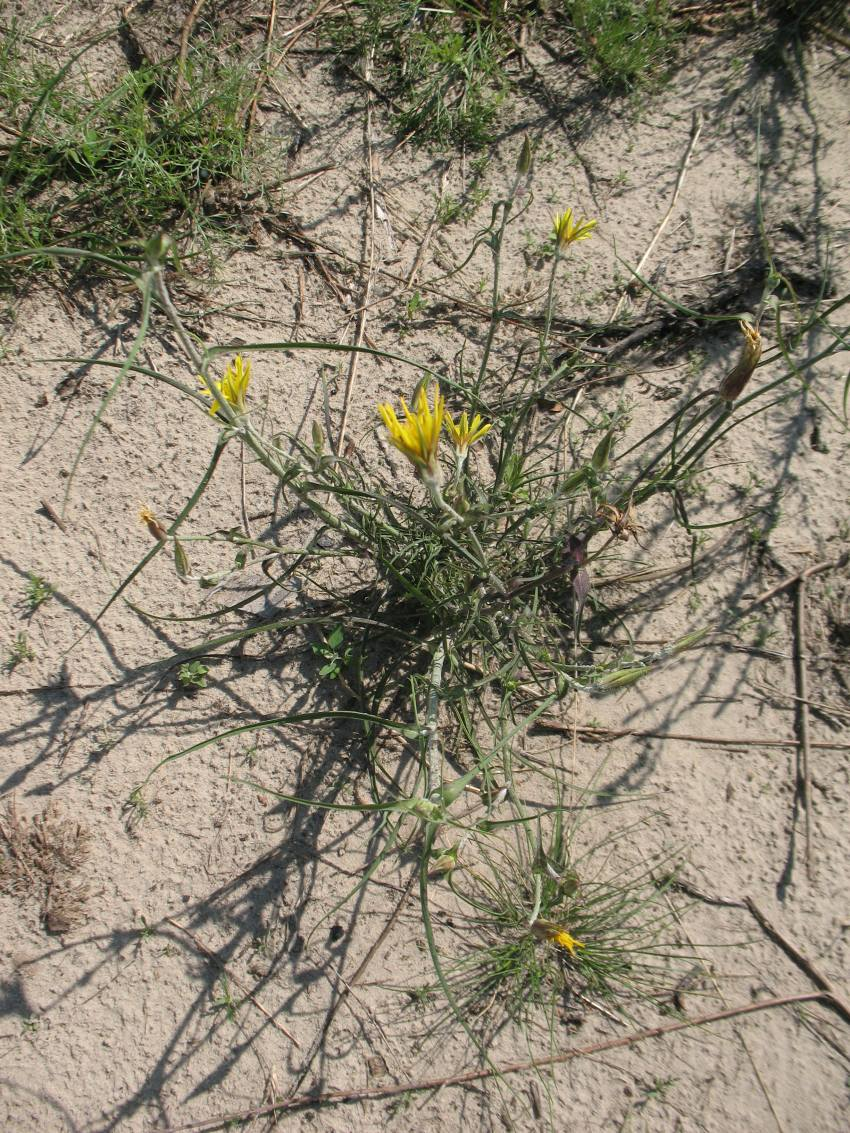
Козельці українські – рослина занесена до Європейського Червоного списку. Фото 2011 р.

В південно-східній частині урочища збереглися рештки реліктових прируслових піщаних гряд, вкритих типовою псамофітною рослинністю. В південно-східній частині урочища збереглися рештки реліктових прируслових піщаних гряд. Піщані гряди вкрито типовою пісоклюбною (псамофітною рослинністю), яка утворює ксерофітні (сухі) луки. Рослинність псамофітних ділянок сформована переважно куртинами костриці Беккера (Festuca beckeri), куничника наземного (Calamagrostis epigejos) та кипця сизоого (Koeleria glauca). Борізноманіття ксерофітних лук створюють численні види рослин: жито лісове (Secale sylvestre), миколайчики плоскі (Eryngium planum), полин дніпровський (Artemisia campestris), волошка дніпровська (Centaurea borysthenica), хондрила ситниковидна (Chondrilla juncea), пижмо звичайне (Tanacetum vulgare), козельці великі (Tragopogon major) та, смілка татарська (Silene tatarica), очиток звичайний (Sedum maximum), очиток їдкий (Sedum acre) та очиток шестирядний (Sedum sexangulare), енотера дворічна (Oenothera biennis), щавель кислий (Rumex thyrsiflorus), щавель горобиний (Rumex acetosella) та щавель кінський (Rumex confertus), перстач сріблястий (Potentilla argentea), осока колхідська (Carex colchica) та мітлиця виноградникова (Agrostis vinealis).
В урочищі виявлено козельці українських (Tragopogon ucrainicus) — виду внесеного до Європейського Червоного списку 1991 р. На схилах і верхівках гряд наявні також зарості верби гостролистої (шелюги Salix acutifolia) – шелюжники.

Більшу частину урочища займають заплавні ліси. Аналізуючи старі мапи можна помітити, що раніше територія урочища була вкрита заплавними луками, але після врегулювання течії Дніпра та припинення весняних затоплень почали розвиватися ліси, сформовані переважно тополею чорною (осокором) та вербою білою. У деревостанах урочища поширені також в’яз гладкий (Ulmus laevis), верба тритичинкова (Salix triandra), сосна звичайна (Pinus sylvestris), ясен звичайний (Fraxinus excelsior), черемха звичайна (Padus avium), дуб черещатий (Quercus robur), клен гостролистий (Acer platanoides), клен татарський (Acer tataricum), клен американський (Acer negundo), горобина звичайна (Sorbus aucuparia), клен сріблястий (Acer saccharinum), береза повисла (Betula pendula), шовковиця біла (Morus alba), вишня повстиста (Prunus tomentosa) та вишня звичайна (Cerasus vulgaris). 

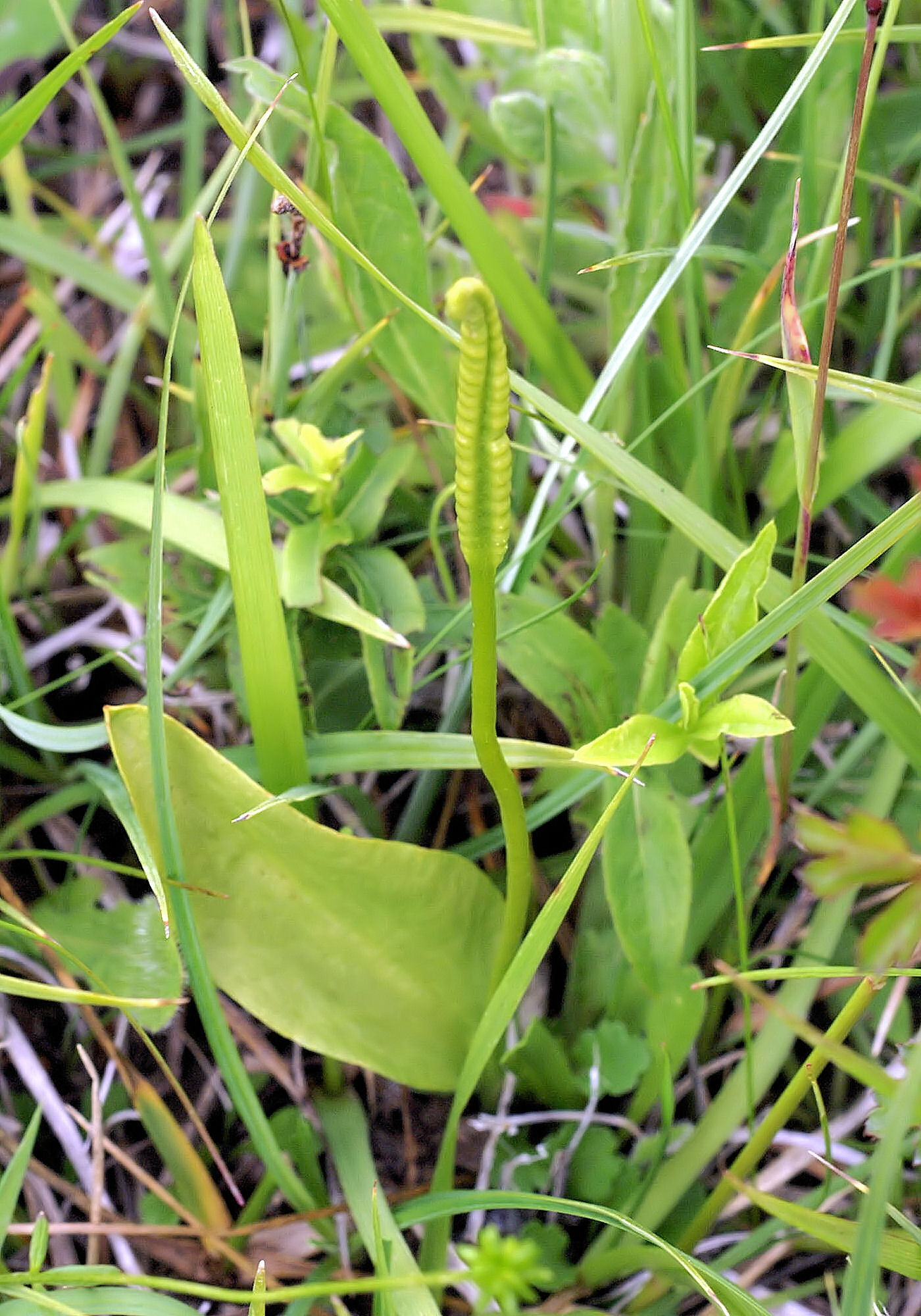
Вужачка звичайна. В урочищі Горбачиха виявлена в заплавному лісі

В чагарниковому ярусі тут виявлені порічки колосисті (Ribes spicatum), бузина чорна (Sambucus nigra), калина звичайна (Viburnum opulus), свидина біла (Swida alba), свидина криваво-червона (Swida sanguinea), аморфа кущова (Amorpha fruticosa), дрік фарбувальний (Genista tinctoria), бирючина (Ligustrum vulgare), крушина ламка (Frangula alnus), шипшина собача (Rosa canina) та ожина сиза (Rubus caesius). В листяних лісах урочища Горбачиха широко поширені ліани: дівочий виноград п'ятилисточковий (Parthenocissus inserta) та здичавілий виноград (Vitis vinifera). В цих біотопах виявлена рідкісна папороть вужачка (Ophioglossum vulgatum). Цей вид охороняється на території Києва Рішенням Київради 219/940 від 29.06.2000 р. та заслуговує на внесення до Червоної книги України.
У вологолюбних та прибережно-водних біотопах Горбачихи виявлено значне різноманіття видів. Тут зокрема виявлені півники болотяні (Iris pseudacorus) та їжача головка зринувша (Sparganium emersum), які охороняються рішенням Київради № 880/2290 від 23.12.2004 р.
На прилеглій до урочища акваторії Чорторию, заток та озер збереглися добре розвинуті комплекси водної рослинності. Тут поширено формації глечиків жовтих (Nuphar lutea) (в комплексі з сальвінією) та сальвінії плаваючої (Salvinia natans), які внесено до Зеленої книги України (2009). Сальвінію плаваючу також було включено до Червоної книги України (2009а). Глечики жовті охороняються Рішенням Київради за № 880/2290 від 23.12.2004 р.
Загалом в урочищі Горбачиха наявні угруповання, які охороняються Додатком 1 до Резолюції №4 Бернської конвенції та Оселищною Директивою Європейського союзу: вербові та тополеві ліси, псамофітні комплекси, прибережні чагарники верби гостролистої-шелюжники, луки та водна рослинність.

### Фауна урочища
Узбережжя острова та заплавного лісу в урочищі Горбачиха використовується бобром (Castor fiber). Тут, зокрема, зустрічається чорна форма бобра. В урочищі також зафіксовані візон (американська норка Mustela vison) та кріт європейський (Talpa europaea). В урочищі постійно мешкає лис (Vulpes vulpes). Також було зареєстровано такі види ссавців як заєць (Lepus europaeus), їжак білочеревий (Erinaceus roumanicus) та мідиця звичайна (Sorex araneus).  
Богатою є орнітофауна урочища Горбачиха. Терени заплавного лісу і піщані коси та численні внутрішні водойми і акваторія Русанівської протоки та Десенки активно використовуються низкою коловодних птахів. Зокрема тут на прольоті зафіксовано такі види як кулик-сорока (Haematopus ostralegus, Червона книга України, категорія вразливий вид), великий баклан (Phalacrocorax carbo), сіра чапля (Ardea cinerea), квак (Nycticorax nycticorax), чепура велика (Egretta alba), чирянка велика (Spatula querquedula), чернь чубата (Aythya fuligula), гоголь (Bucephala clangula, Червона книга України, категорія рідкісний вид), малий крячок (Sterna albifrons, Червона книга України, категорія рідкісний вид), крячок річковий (Sterna hirundo), крячок каспійський (Hydroprogne caspia, Червона книга України, категорія – вразливий вид) крячок білощокий (Chlidonias hybrida), мартин жовтоногий (Larus cachinnans), коловодник великий (Tringa nebularia), коловодник лісовий (Tringa ochropus) та болотяний (Tringa glareola), слуква (Scolopax rusticola), побережник чорногрудий (Calidris alpina) та побережник червоногрудий (Calidris ferruginea), брижач (Philomachus pugnax), набережник (Actitis hipoleucos) та пісочник малий (Charadrius dubius).  

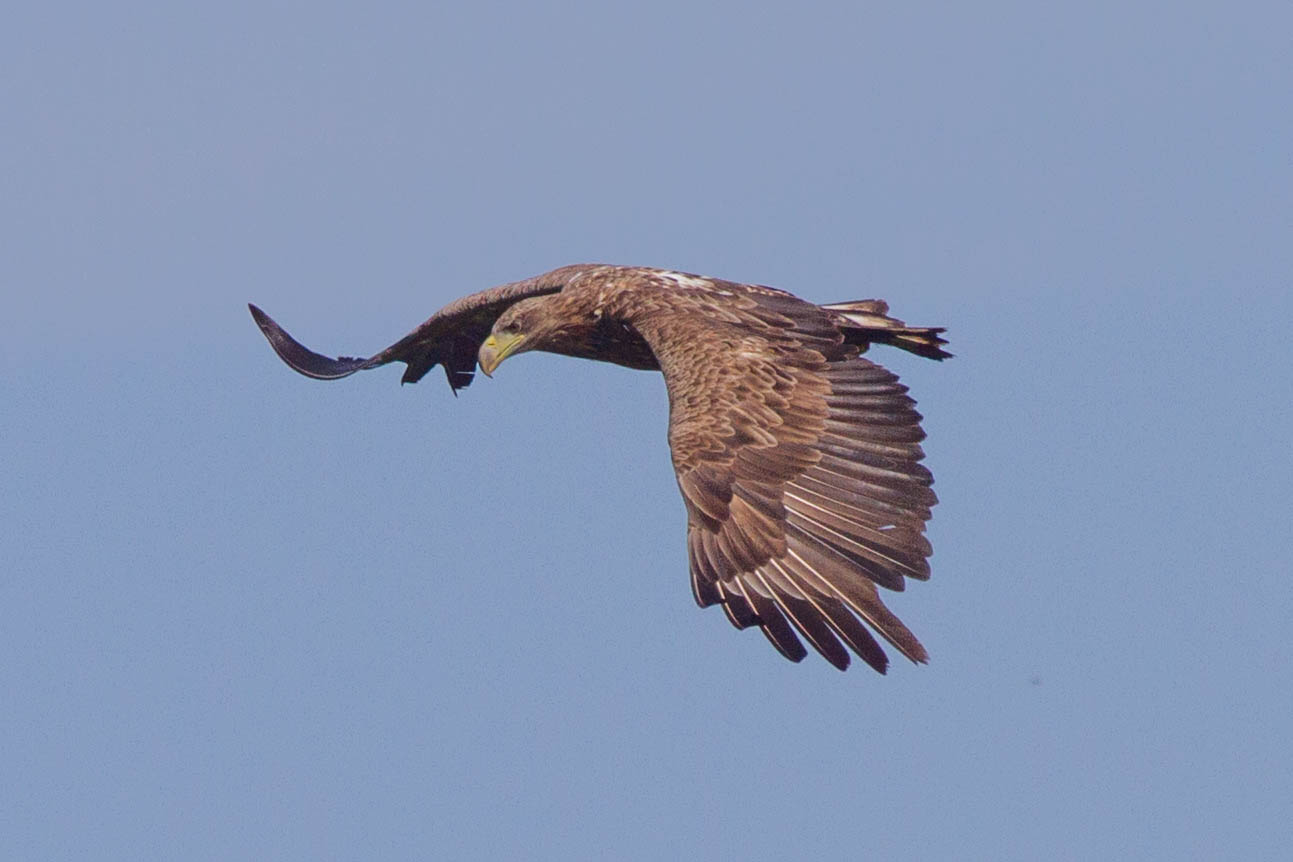
Внесений до Червоної книги України орлан-білохвіст є найбільшим хижим птахом зафіксованим в урочищі Горбачиха

Під час міграцій постійно реєструвались крячок чорний (Chlidonias niger) та світлокрилий (Chlidonias leucopterus), білощокий крячок (Chlidonias hybrida) тримається протягом всього сезону, оскільки його колонії розташовані неподалік на заростях водяного горіха. На прилеглих до урочищах акваторіях, зокрема рукава Десенка та внутрішніх затоках трапляються очеретянка велика (Acrocephalus arundinaceus), очеретянка ставкова (Acrocephalus scirpaceus), бугайчик (Ixobrychus minutus) та курочка водяна (Gallinula chloropus). На міграції виявлено низку хижих птахів: боривітер звичайний (Falco tinnunculus), канюк звичайний (Buteo buteo), осоїд (Pernis apivorus), підсоколик великий (Falco subbuteo), кібчик (Falco vespertinus) та лунь очеретяний (Circus aeruginosus). У 2022 р. цим же дослідником зареєстрований лунь лучний (Circus pygargus, Червона книга України, категорія вразливий вид) та шуліка чорний (Milvus migrans, Червона книга України, категорія вразливий вид). Трапляється в урочищі і найбільший орел Європи орлан-білохвіст (Haliaeetus allbicilla, Червона книга України, категорія рідкісний вид). З хижих птахів в урочищі, імовірно гніздує малий яструб (Accipiter nisus), а яструб великий (Accipiter gentilis) реєструвався під час кормових міграцій. З сов в урочищі трапляється сова вухата (Asio otus). Виняткову цінність становить урочище з огляду на виявлену на розріджених ділянках урочища у 2021 р. в гніздовий період надзвичайно рідкісну сову – совку (Otus scops). На зимівлі в урочищі зустрічаються лебідь-шипун (Cygnus olor),снігур (Pyrrhula pyrrhula), омелюх (Bombycilla garrulus), дрізд-чикотень (Turdus pilaris), дрізд-омелюх (Turdus viscivorus), дрізд чорний (Turdus merula) та чиж (Spinus spinus).  
З дрібних горобиних птахів лісового дендрофільного комплексу виявлено такі види, як: вівчарик-ковалик (Phylloscopus collybita), кропив'янка чорноголова (Sylvia atricapilla), дрізд чорний, співочий дрізд (Turdus philomelos), дрізд-омелюх, костогриз (Coccothraustes coccothraustes), синиця велика (Parus major), повзик (Sitta europaea), мухоловка сіра (Muscicapa striata), вільшанка (Erithacus rubecula), гаїчка болотяна (Parus palustris), вівчарик жовтобровий (Phylloscopus sibilatrix), синиця блакитна (Parus caeruleus), кам’янка звичайна (Oenanthe oenanthe), щиглик (Carduelis carduelis), зеленяк (Carduelis chloris), вивільга (Oriolus oriolus) та шпак звичайний (Sturnus vulgaris), волове очко (Troglodytes troglodytes), мухоловка білошия (Ficedula albicollis) та мухоловка строката (Ficedula hypoleuca), соловейко східний (Luscinia luscinia), коноплянка (Acanthis cannabina) та берестянка (Hippolais icterina). На вирубках гніздують сорокопуд терновий (Lanius collurio) та вівсянка звичайна (Emberiza citrinella) та кропив’янка сіра (Sylvia communis). З дятлів в урочищі поширені жовна сива (Picus canus), сирійський дятел (Dendrocopos syriacus) та жовна чорна (Dryocopus martius), дятел звичайний (Dendrocopos major), крутиголовка (Jynx torquilla) та дятел малий (Dendrocopos minor). З воронових птахів відмічено крука (Corvus corax). Також гніздовими видами є сойка (Garrulus glandarius), сорока (Pica pica) та сіра ворона (Corvus cornix). В урочищі Горбачиха зафіксовано також блакитного рибалочку (Alcedo atthis).   

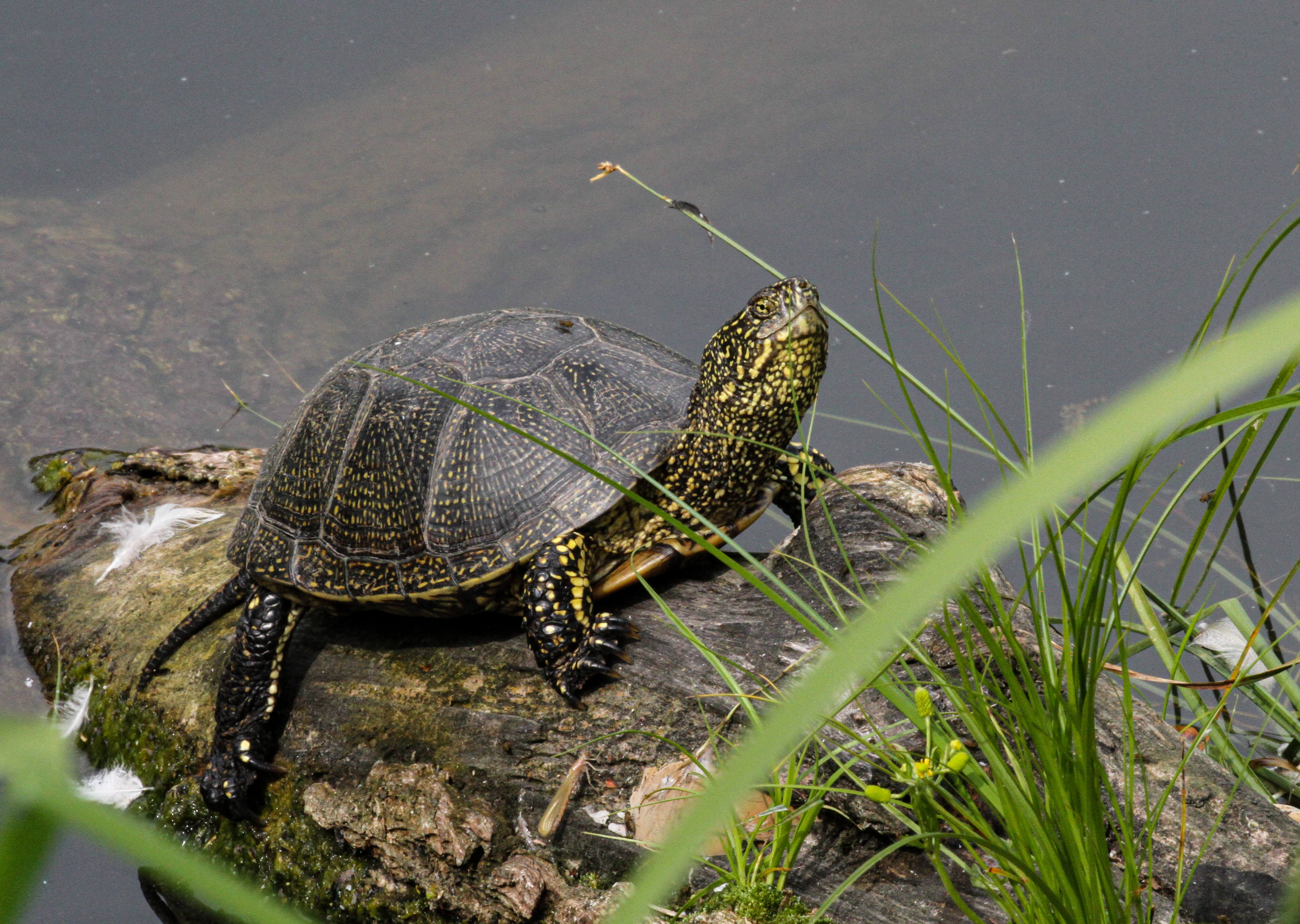
Болотяна черепаха

Більшість з птахів урочища охороняються Додатком ІІ та ІІІ до Бернської конвенції.  

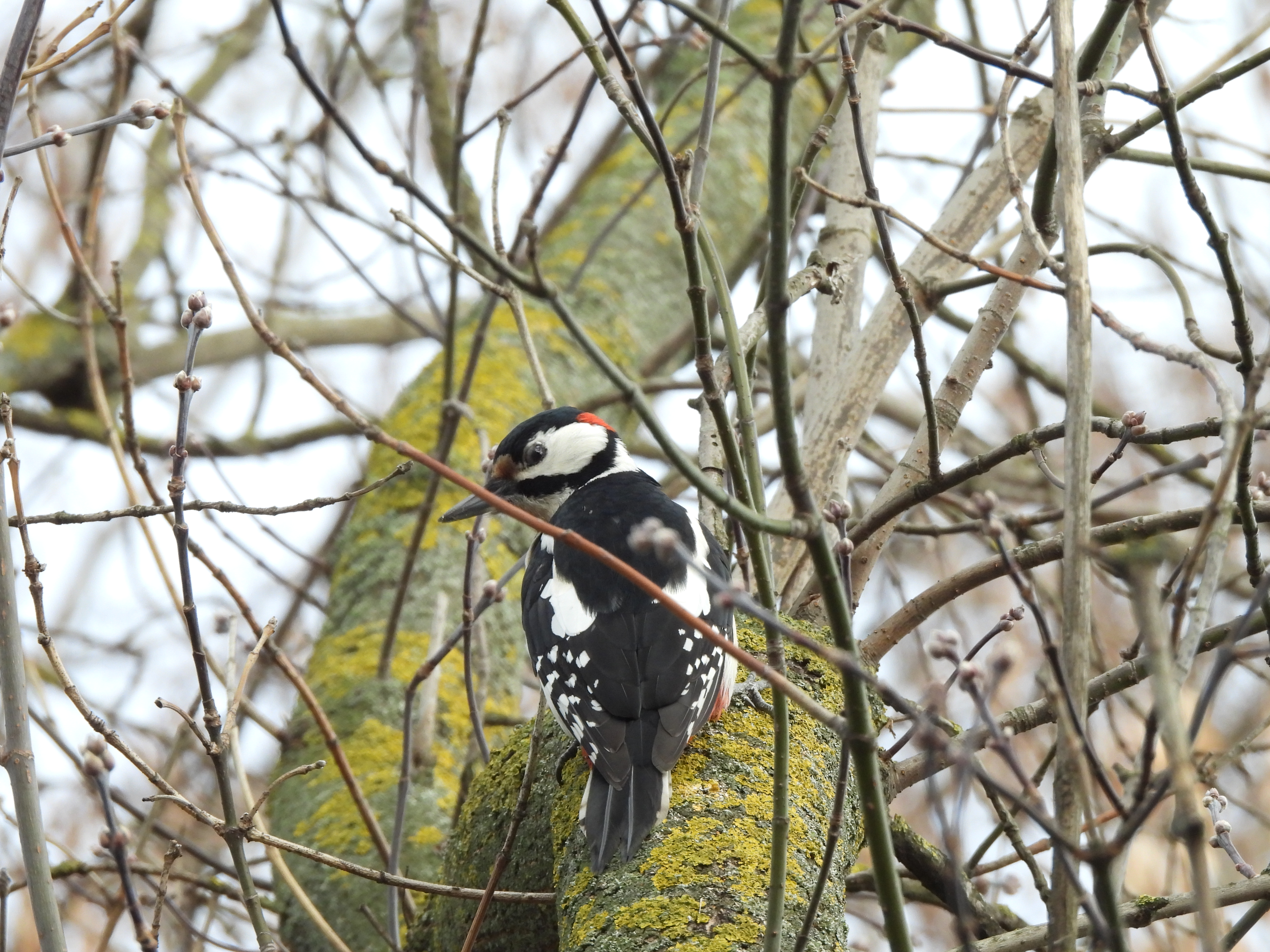
Дятел звичайний

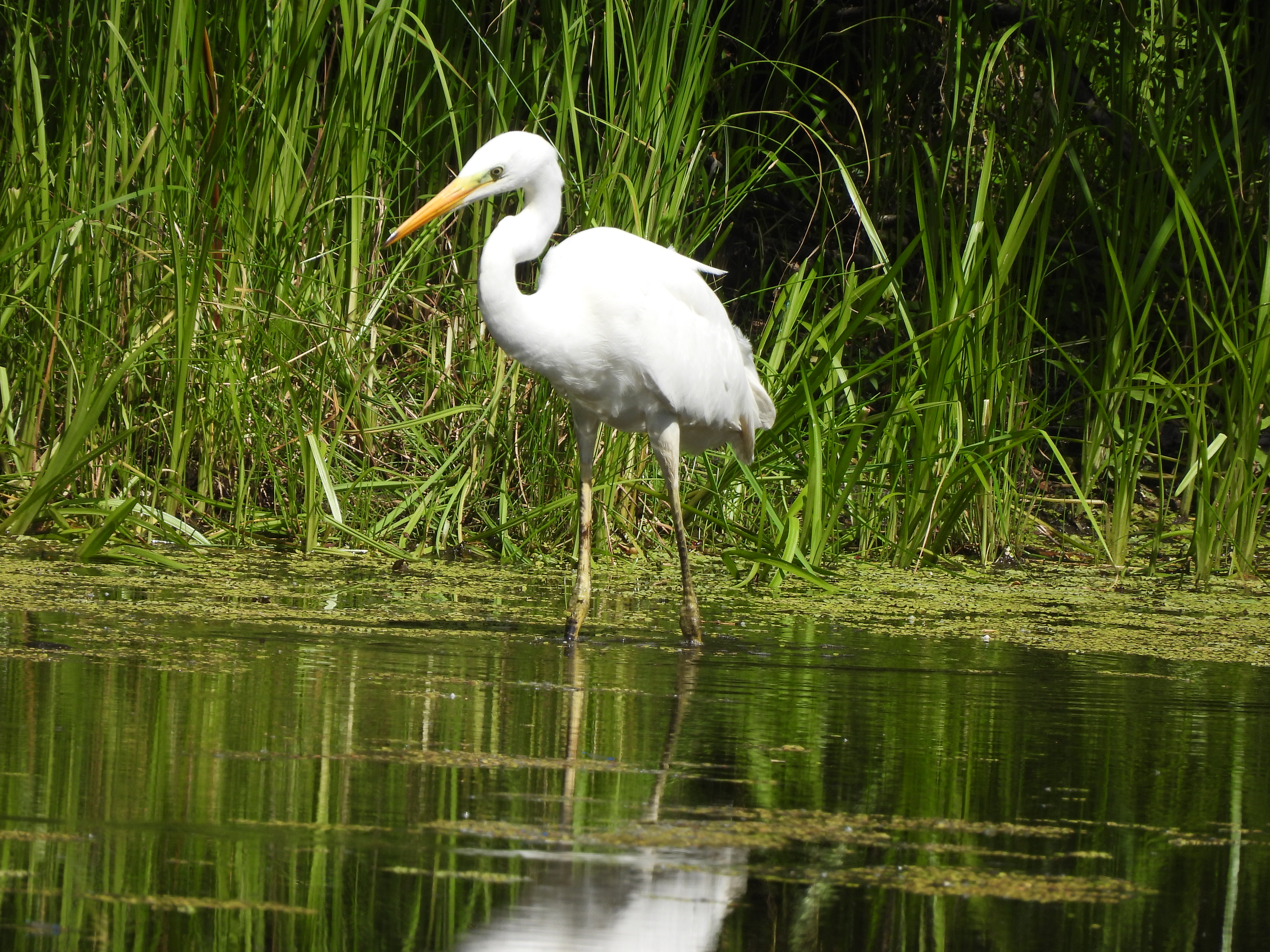
Чепура велика

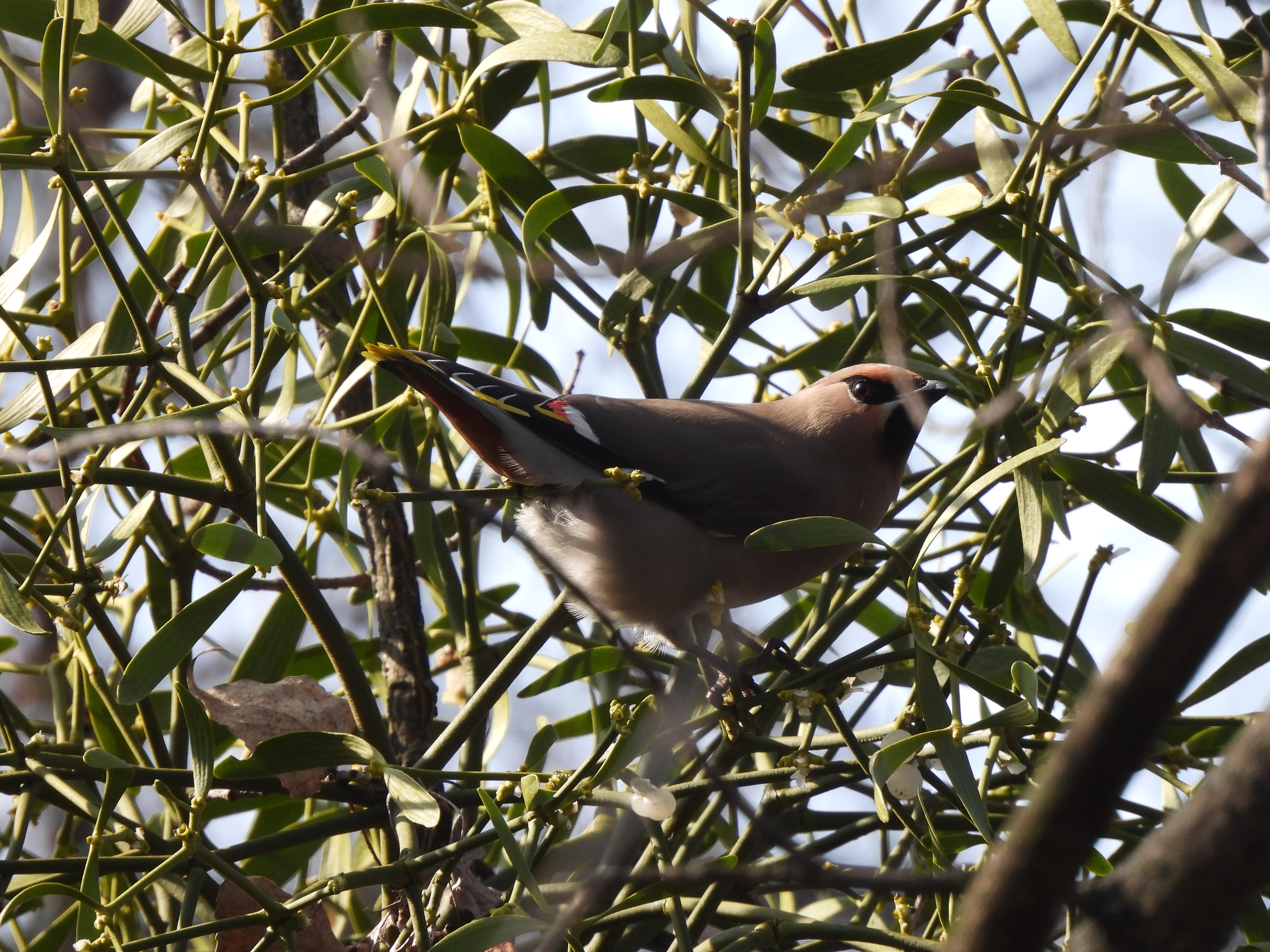
Омелюх

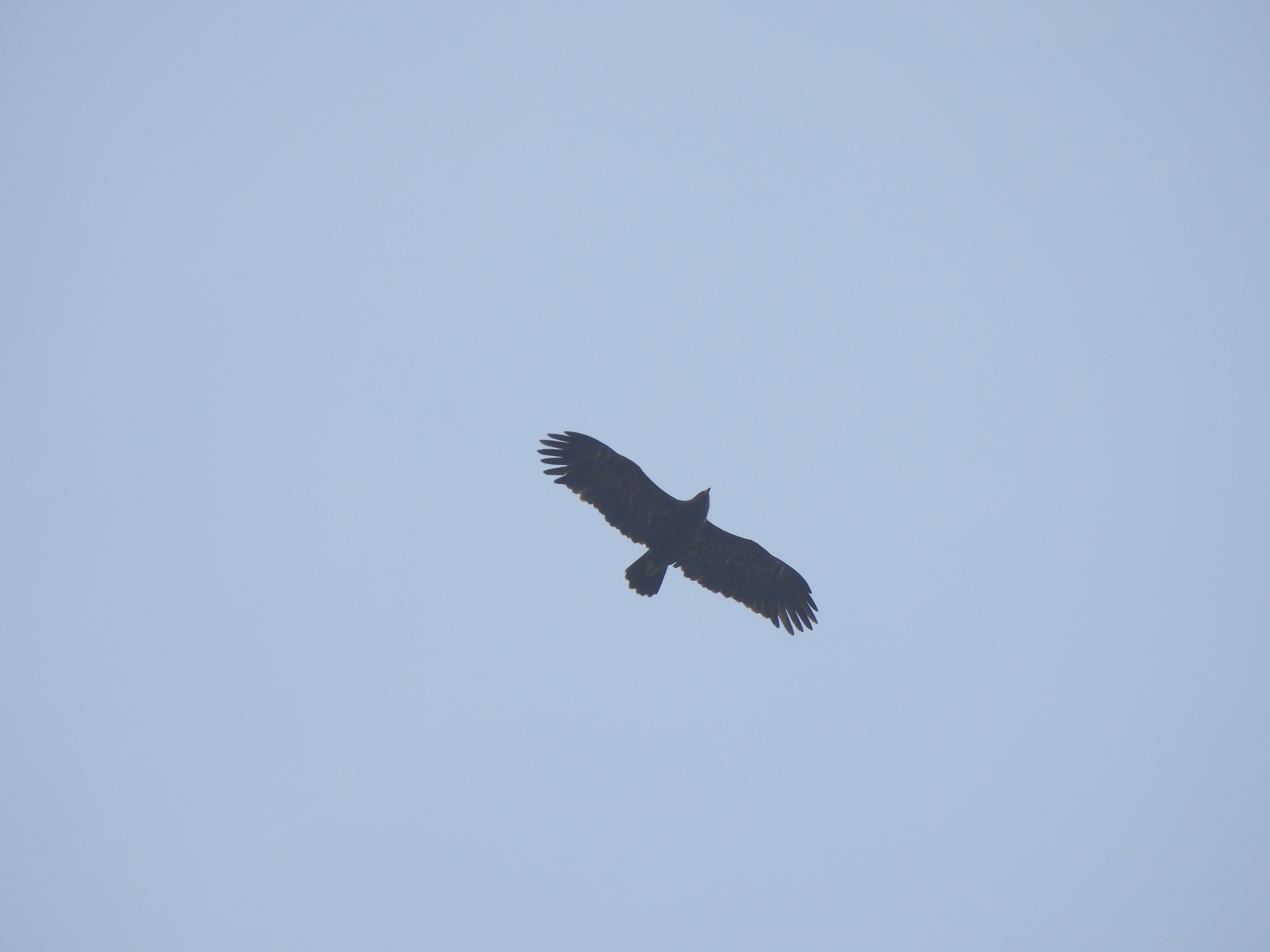
Підорлик малий

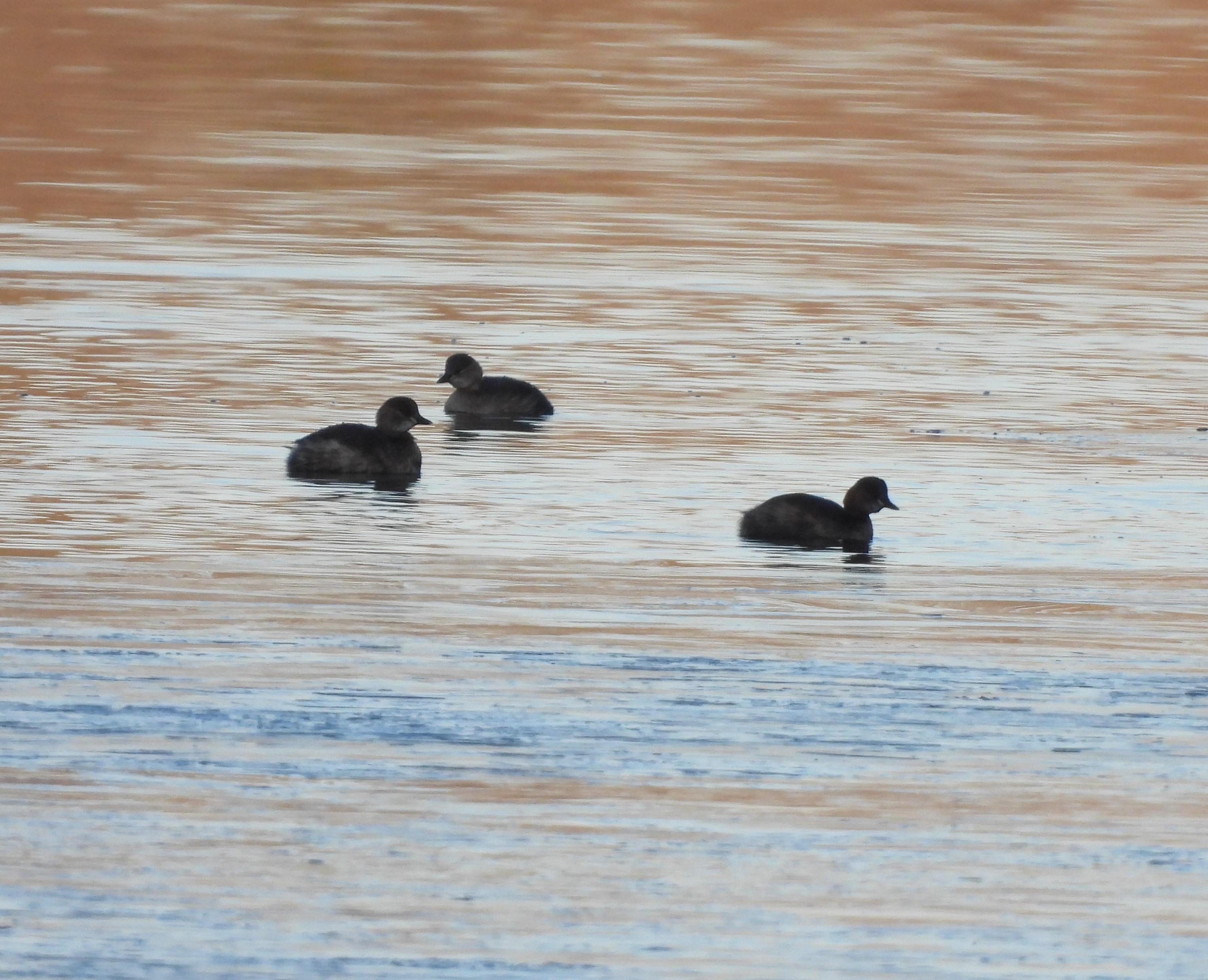
Пірникоза мала

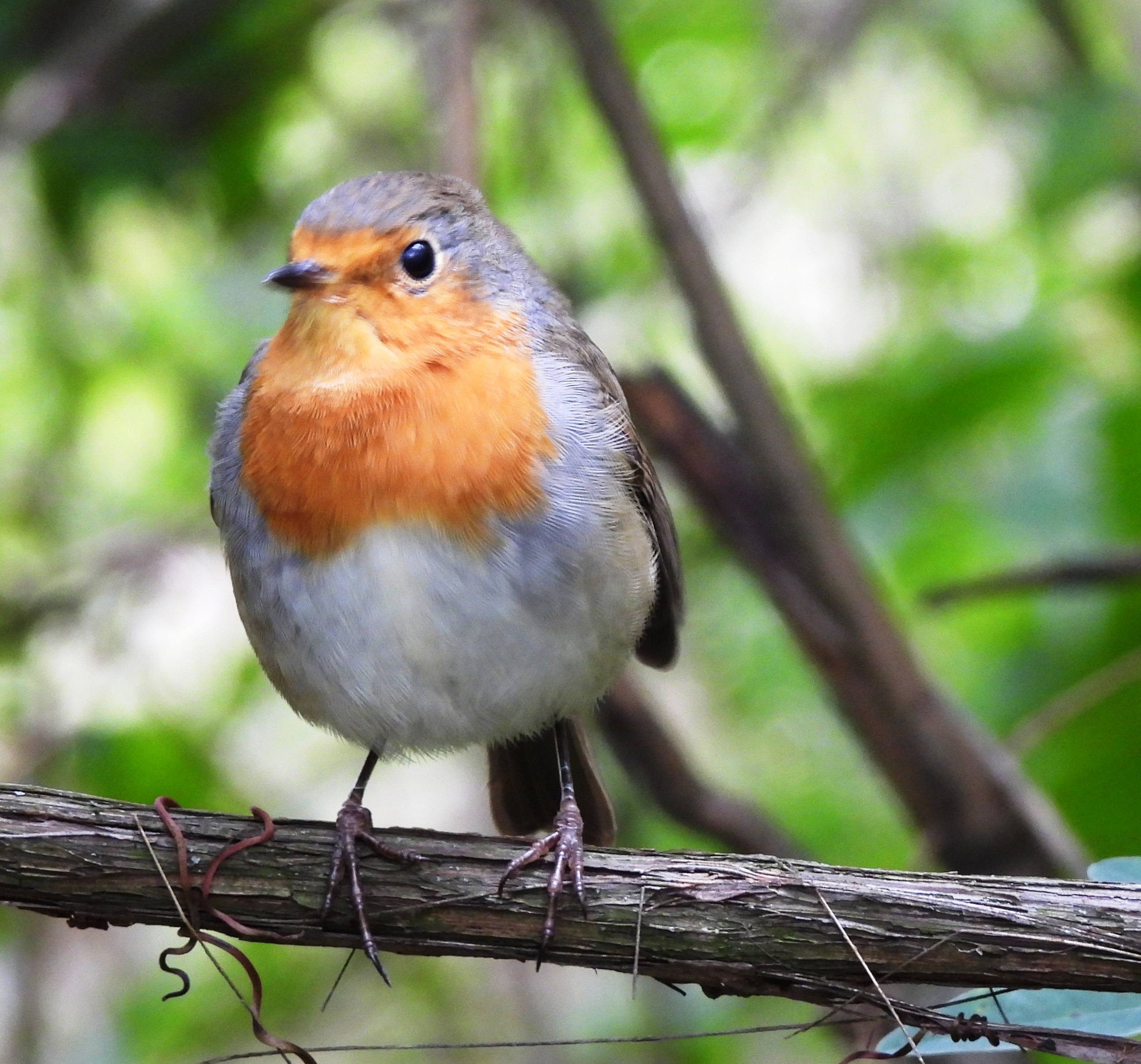
Малинівка

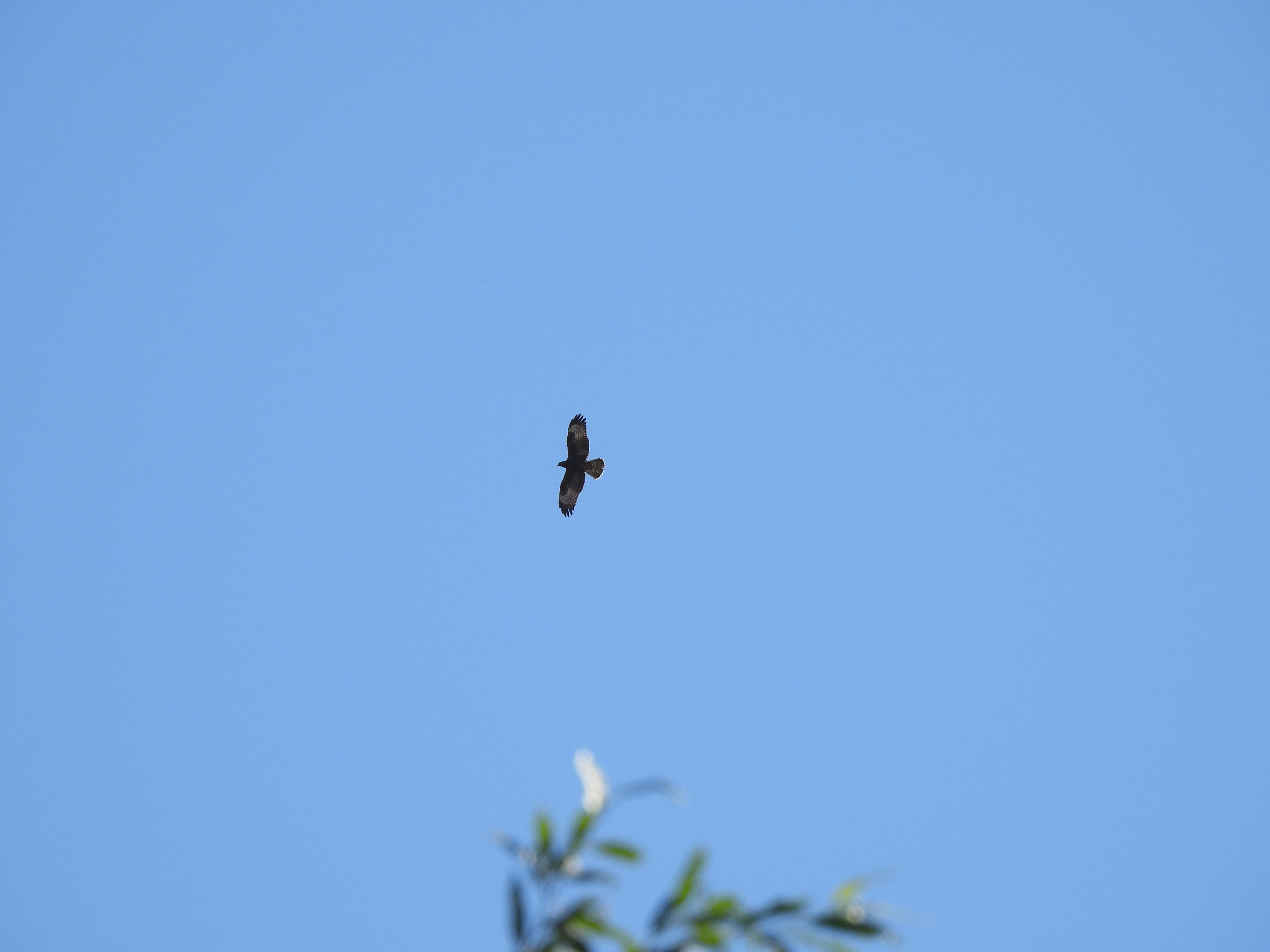
Осоїд

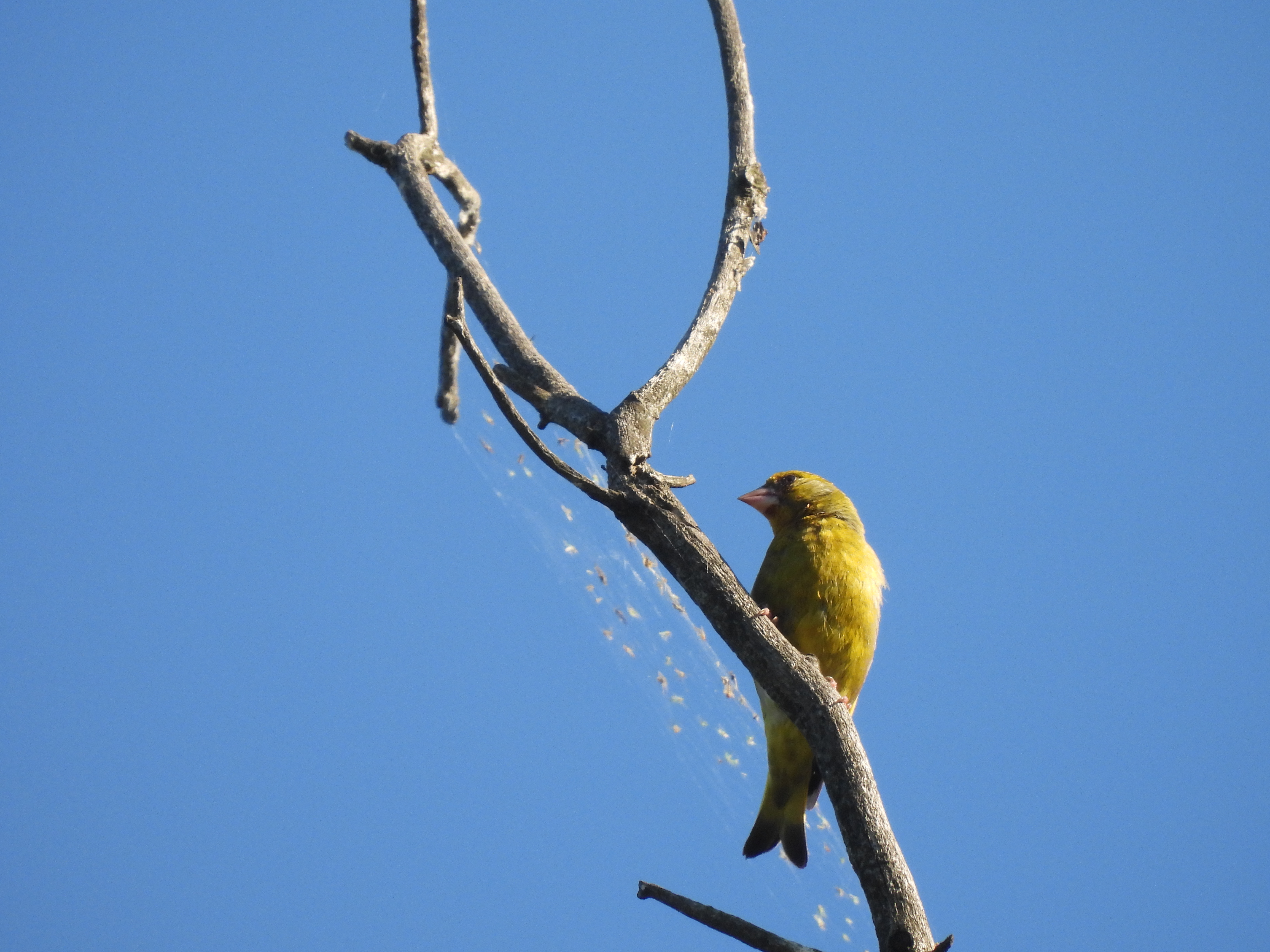
Зеленяк

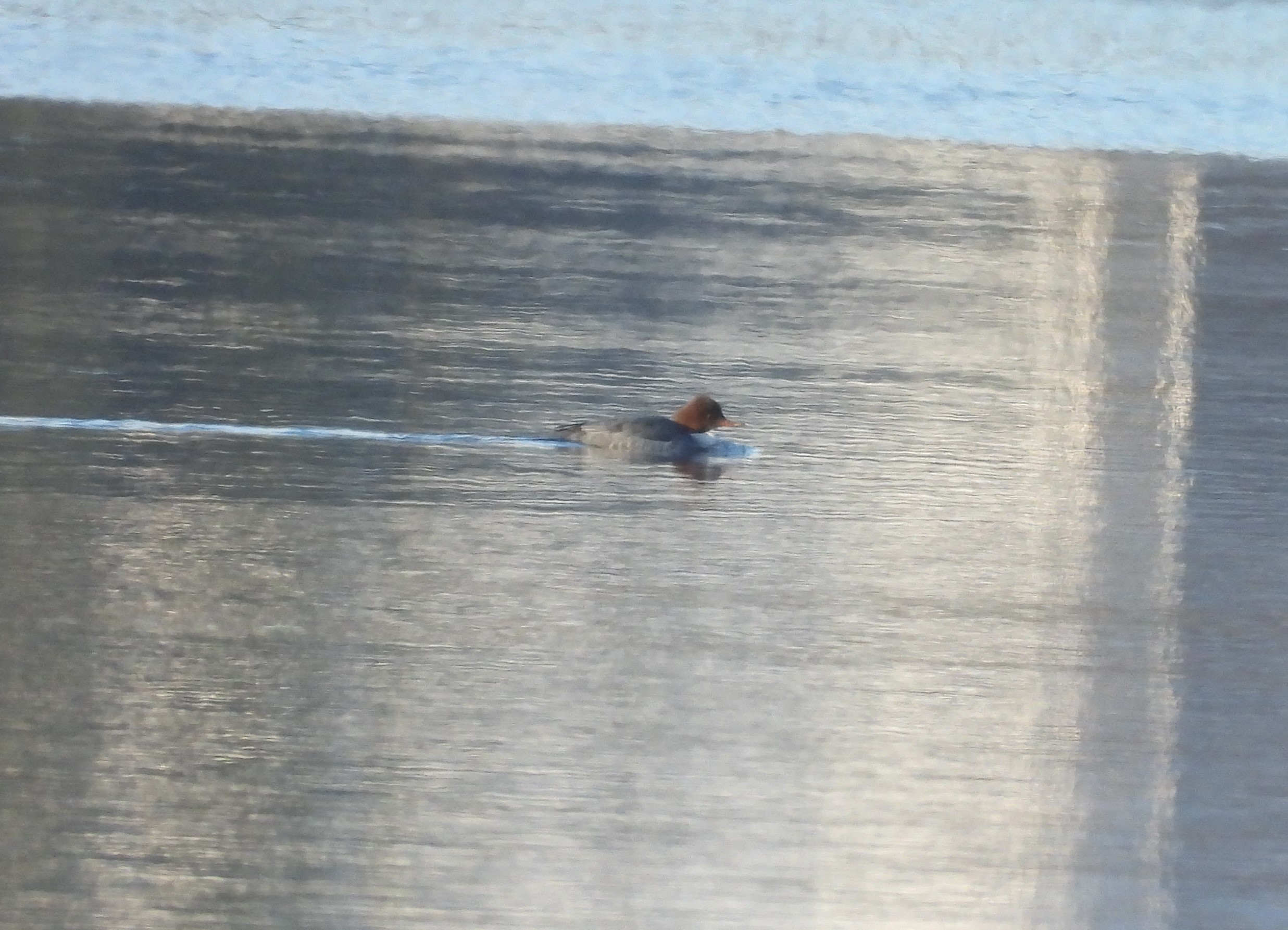
Крех великий

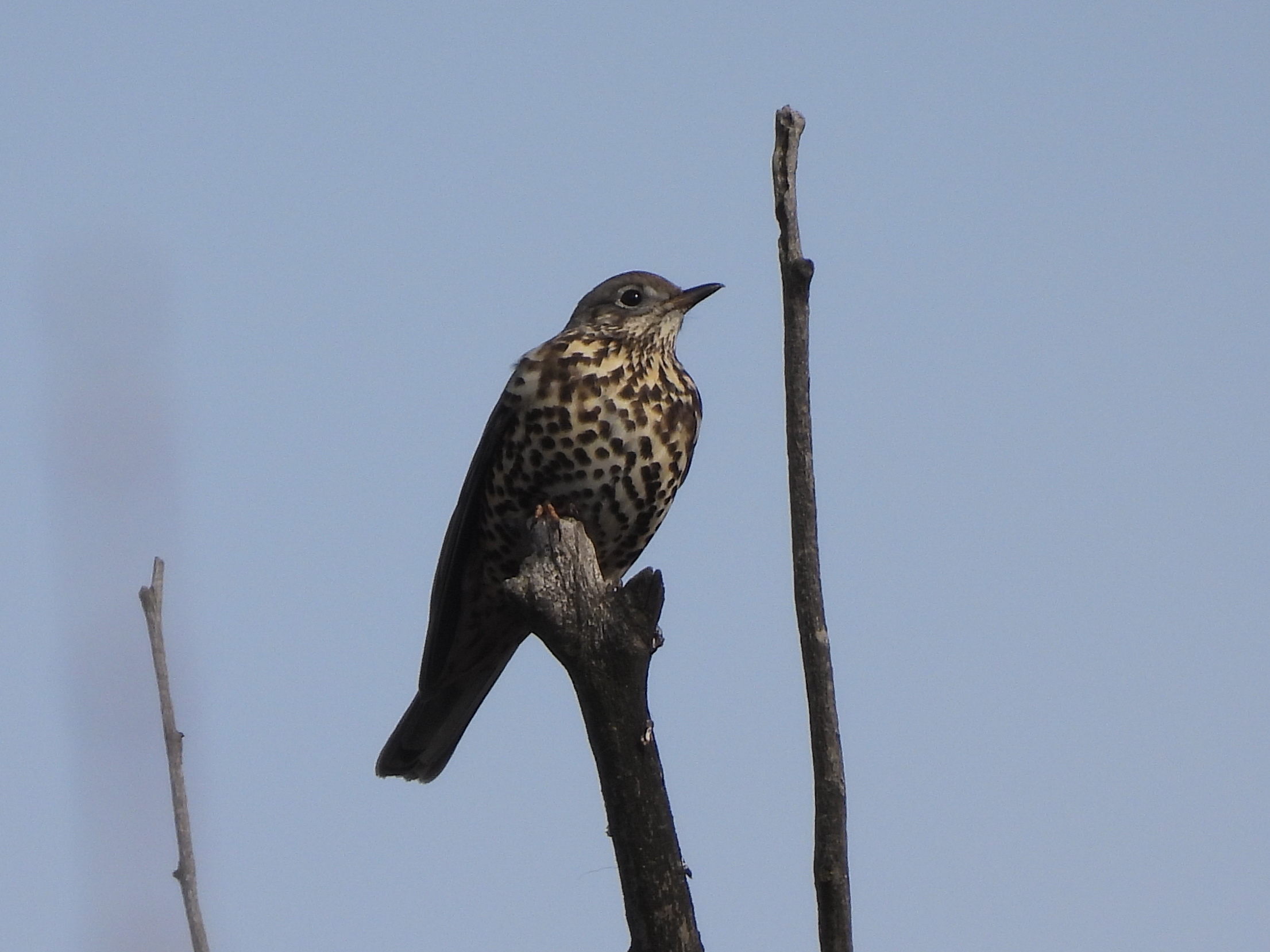
Дрізд-омелюх

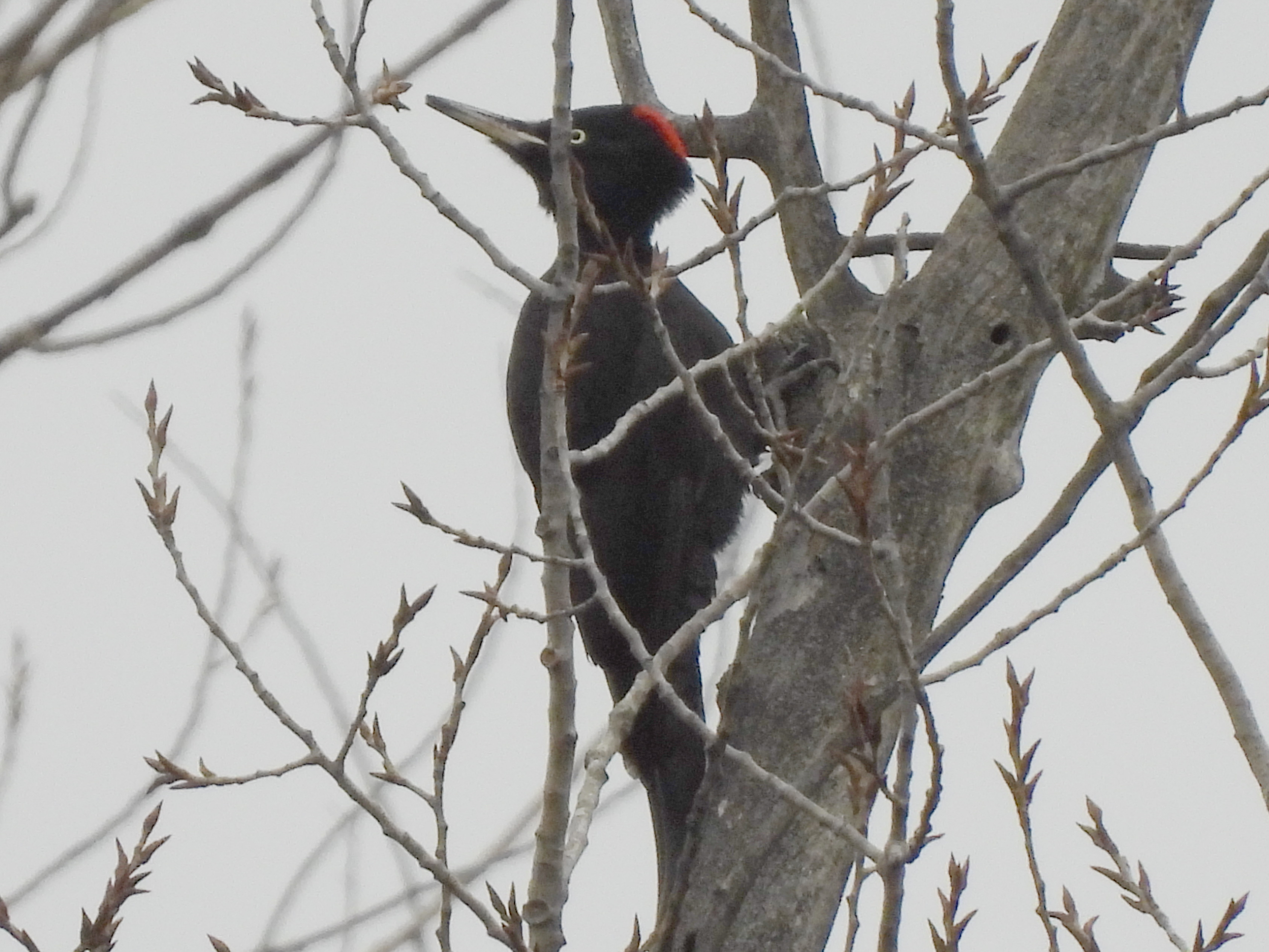
Жовна чорна

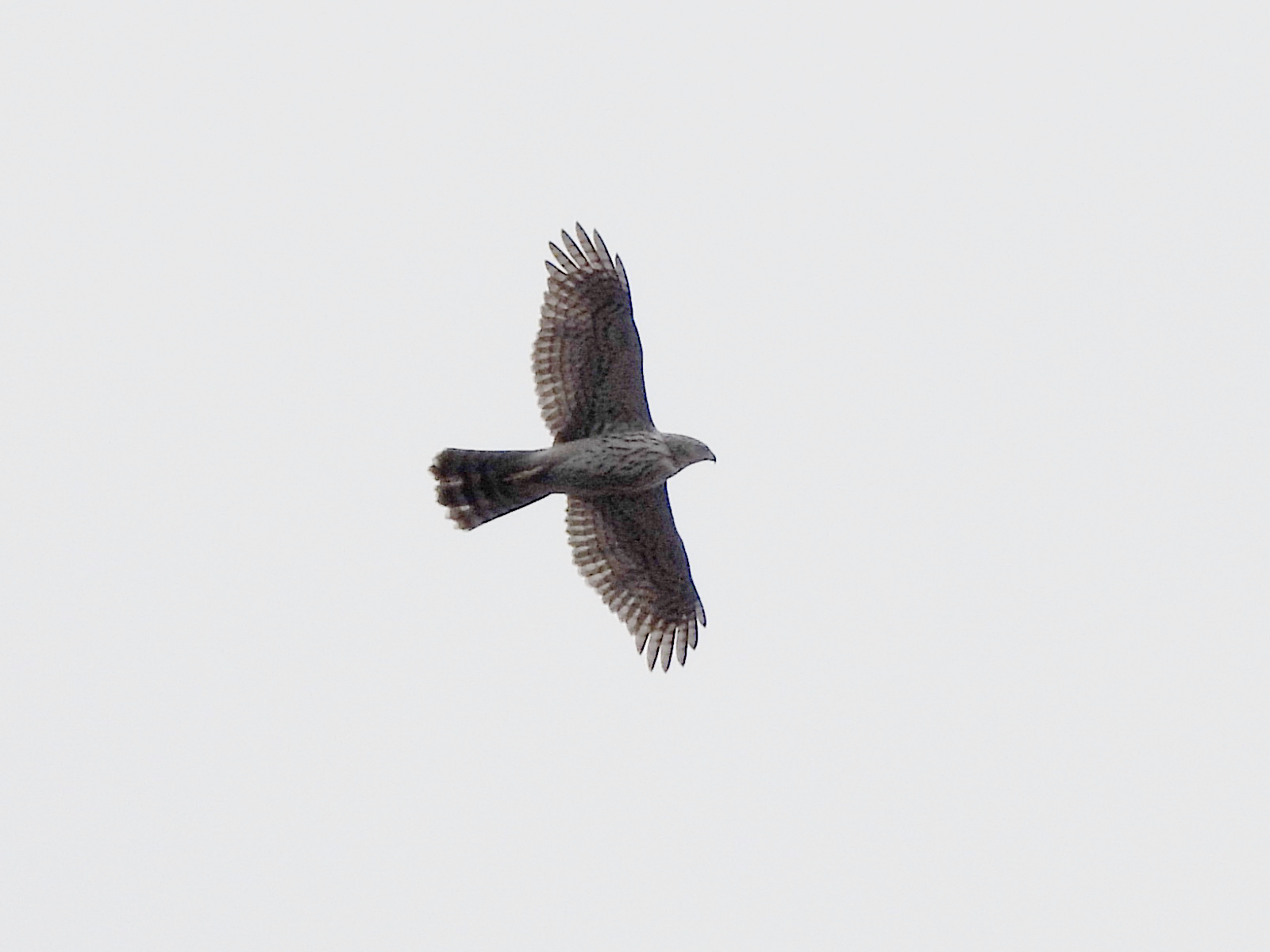
Яструб великий

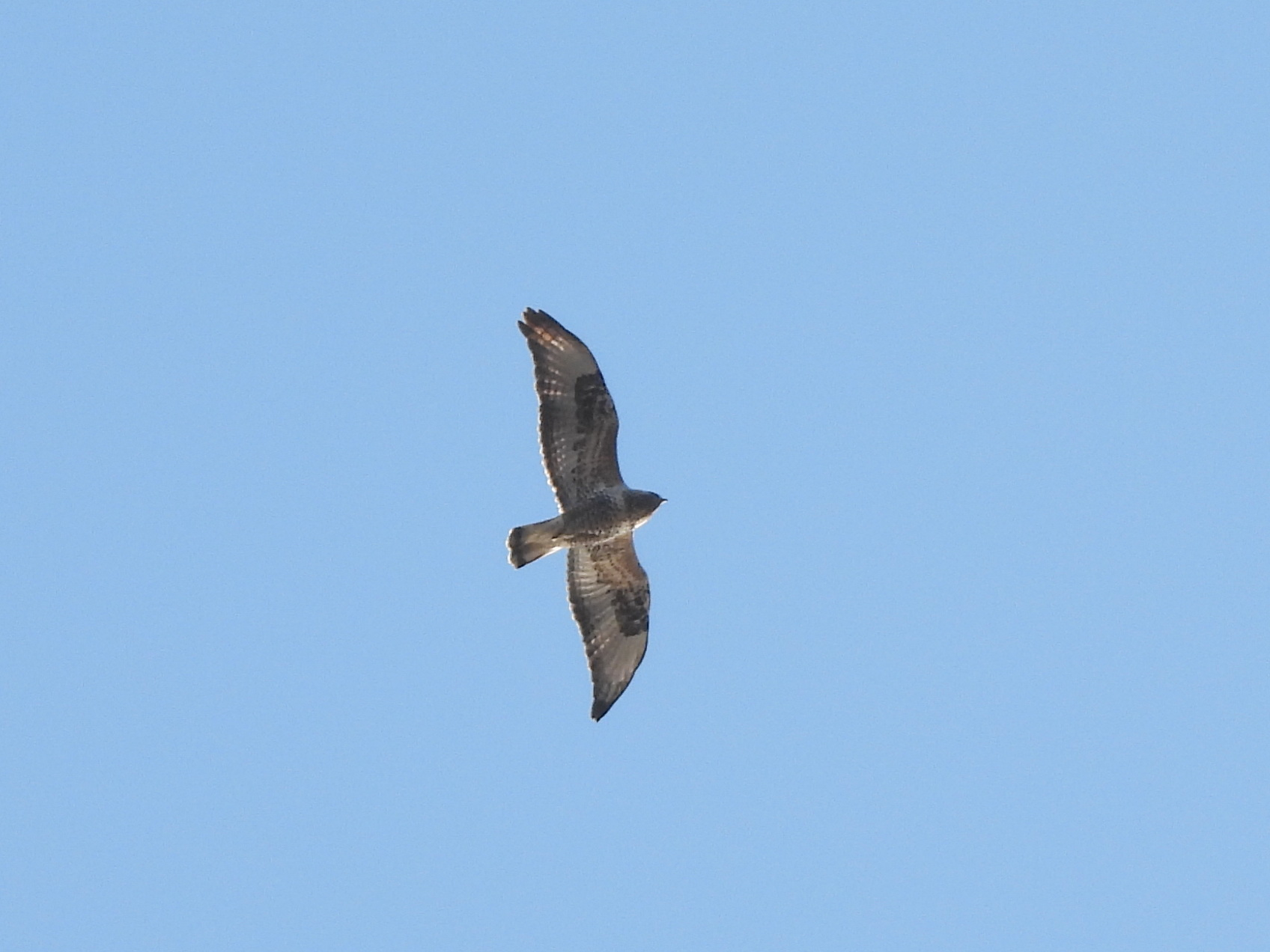
Зимняк

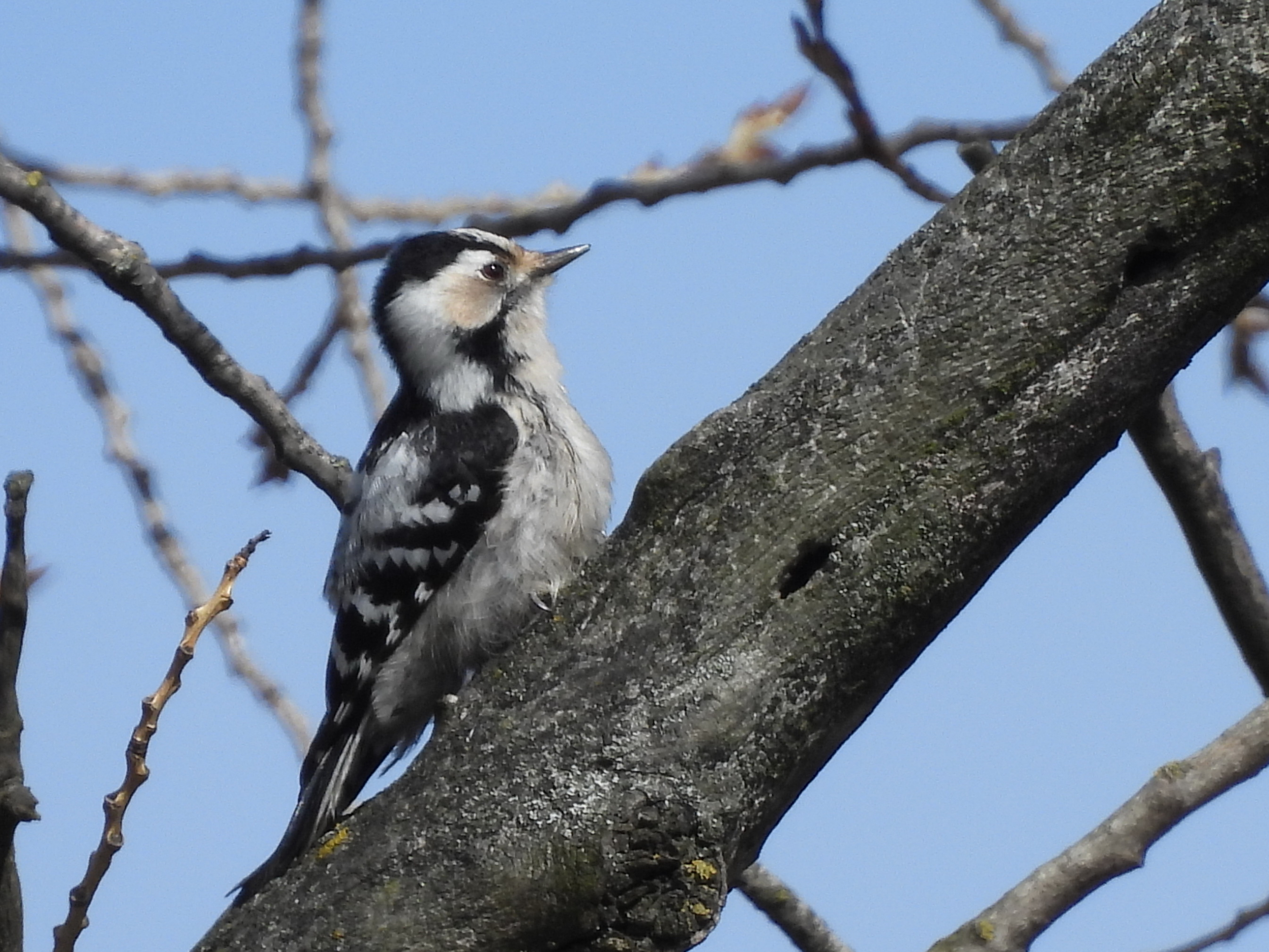
Малий дятел

З земноводних та плазунів відмічено болотяну черепаху (Emys orbicularis) - особливо часто зустрічається на внутрішніх затоках урочища Горбачиха, ящірку прудку (Lacerta agilis). Тут також можна зустріти більш звичайних вужа (Natrix natrix) та озерну жабу (Pelophylax ridibundus).  
Велике значення має збереження прилеглої до берегів акваторії, де зосереджені нерестовища для фітофільних та псаммо-літофільних риб, в тому числі й реофільних: чехоня звичайна (Pelecus cultratus), головень (Squalius cephalus), білизна (Aspius aspius), бичок пісочник (Neogobius fluviatilis), бичок-мезогобіус жабоголовий (Mesogobius batrachocephalus), чехоня звичайна (Pelecus cultratus) та рідкісних: ялець звичайний (Leuciscus leuciscus), йорж-носар (Gymnocephalus acerinus), в'язь європейсько-сибірський (Idus idus)  Звичайними видами є щука (Esox lucius), гірчак європейський (Rhodeus amarus), лин (Tinca tinca), краснопірка (Scardinius erythropthalmus), сом європейський (Silurys glanis), плітка (Rutilus rutilus), верховодка (Alburnus alburnus), судак звичайний (Sander lucioperca). На одному із внутрішніх озер виявлені також синець (Ballerus ballerus), плоскирка (Blicca bjoerkna) та вівсянка (Leucaspius delineates), в'юн звичайний (Misgurnus fossilis), карась звичайний (Carassius carassius).

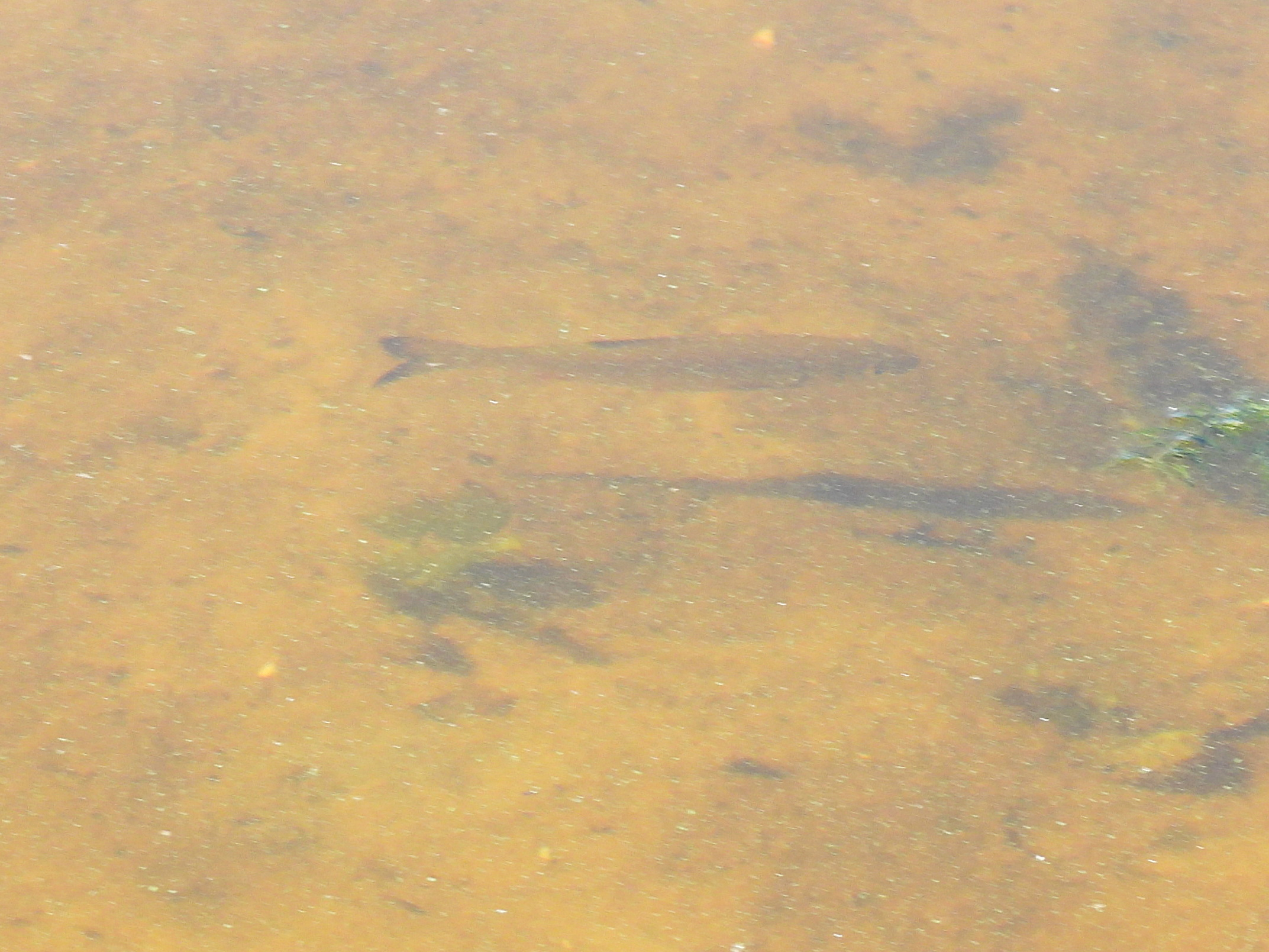
Головень європейський

## Проблеми урочища
Урочищу наразі загрожує повне знищення. 
У 1994 р. було прийняте рішення Київської міської Ради № 14, яким урочище зазначене у Переліку цінних природних територій та об'єктів, що резервуються до заповідання. Це рішення було підтверджене Генеральним планом м. Києва до 2020 р. та Програмою комплексного використання зеленої зони м. Києва до 2010 р. Зважаючи на велику природну і історичну цінність, урочище Горбачиха ще у 2004 р. природоохронцями номіноване на оголошення ландшафтним заказником місцевого значення «Долобецький-Горбачиха», що дозволив би зберегти екосистеми Горбачихи разом з розташованими через протоку цінними природними комплексами північної (малопорушеної) частини острова Долобецький. Втім, у 2007 році Київрада віддала урочище Горбачиха під забудову, але це рішення пізніше було скасоване Окружним адміністративним судом.
Першим фактичним ударом по урочищу стало прокладання через її територію в 2011 р. траси Подільсько-Воскресенського мостового переходу. Цікаво, що тоді було не тільки вирубано фрагмент заплавного лісу, але й виникла загроза знесення розташованих на трасі мостового переходу дач. У відповідь на протести дачників Київська міська адміністрація вирішила компенсувати їм втрачені ділянки за рахунок Горбачихи. Тут вже у конфлікт втрутилися природоохоронці. Поки питання дачників, мосту і екологів зависло у повітрі, земельну ділянку загальною площею 40 га в урочищі «Горбачиха» у Дніпровському районі м. Києва було надано  ТОВ «Будівельний міжгалузевий альянс». В урочищі відбулася рубка дерев під майбутнє будівництво, було знищено більше 5 га заплавного лісу.  Прямо в урочищі "Будміжальянс" (у його північній частині навколо Північної затоки) збирався звести торговельно-офісний і житлово-офісний центри, готельний комплекс, наземні та підземні паркінги. Але на вересень 2021 не звів нічого – бо міст, під який підв’язана забудова, так і не відкрили. Попри це, після 10 років оренди, у 2018, "Будміжальянс" подовжив свій договір і, як свідчить кадастрова карта, досі є офіційним орендарем третини урочища.
Щодправда 27 листопада 2017 року було подано проект рішення Київської міської ради № 2866 «Про відмову у поновленні товариству з обмеженою відповідальністю „Будівельний міжгалузевий альянс“ договору оренди земельної ділянки від 28.03.2008 № 66-6-00463 для будівництва, експлуатації та обслуговування торговельно-офісного центру, житлово-офісного та готельного комплексів з підземними та наземними паркінгами в урочищі Горбачиха у Дніпровському районі м. Києва». Проте такого рішення Київрада так і не прийняла.
Спроба забудовника розпочати освоєння урочища викликала вибух протесту у місцевих мешканців та гучну компанію на захист Горбачихи, яка триває по сей день. Необхідне термінове створення заказника на території Горбачихи, що наразі не передана якомусь забудовнику. В той же час для створення заказника на решті території Горбачихи необхідний судовий процес, що скасує права поточного землекористувача на землі урочища. Такого суду, оборонці Горбачихи, на жаль, не ведуть. Наразі жоден фрагмент Горбачихи не заповіданий і не гарантований від знищення. 